# Michel Rossi
Pour les articles homonymes, voir Rossi.
Michel Rossi, né le 5 janvier 1953 à Roquefort-les-Pins (Alpes-Maritimes), est un homme politique français.

## Biographie

### Carrière politique
Conseiller municipal et adjoint au maire de Roquefort-les-Pins de 1977 à 1983, il est élu premier édile de la commune le 13 mars 1983. Cinq ans plus tard, il fait son entrée au conseil général des Alpes-Maritimes en étant élu conseiller général du canton du Bar-sur-Loup. Constamment réélu à la mairie et au département, il est par ailleurs vice-président du conseil général chargé de l'aide aux communes de 2007 à 2011.
À la suite de l'entrée de Jean Leonetti au gouvernement, dont il était le suppléant lors de cette mandature, il devient député de la 7e circonscription des Alpes-Maritimes à partir du 30 juillet 2011. À l'Assemblée nationale, il siège au sein du groupe UMP et est membre de la commission des affaires sociales.
Il démissionne alors de son poste de conseiller général et cède sa place à sa suppléante Françoise Gioanni.
À nouveau suppléant de Jean Leonetti, ce dernier est réélu député de la septième circonscription au terme des élections législatives de 2012.
Reconduit dans ses fonctions de maire en 2014, il est candidat de la majorité départementale dans le canton de Villeneuve-Loubet, en binôme avec Marie Benassayag, lors des élections départementales de 2015 et est élu dès le premier tour avec 52,46 % des suffrages.
En 2017, à la suite de l'élection de Charles Ange Ginésy à la présidence du conseil départemental, il devient vice-président chargé du numérique. Il est réélu maire en mars 2020 et conseiller départemental l'année suivante.

## Détail des fonctions et des mandats

### Mandats en cours
- depuis le 13 mars 1983 : maire de Roquefort-les-Pins
- depuis le 22 mars 2015 : conseiller départemental du canton de Villeneuve-Loubet
- Vice-président de la communauté d'agglomération Sophia Antipolis délégué à la culture

### Mandats passés
Mandat parlementaire
- 30 juillet 2011 - 16 juin 2012 : député de la 7e circonscription des Alpes-Maritimes
  - Suppléant de Jean Leonetti du 19 juin 2002 au 29 juillet 2011 et du 20 juin 2012 au 20 juin 2017

Mandats locaux
- 20 mars 1977 - 13 mars 1983 : adjoint au maire de Roquefort-les-Pins
- 13 mars 1983 - 19 mars 1989 : maire de Roquefort-les-Pins
- 20 mars 1989 - 18 juin 1995 : maire de Roquefort-les-Pins
- 19 juin 1995 - 18 mars 2001 : maire de Roquefort-les-Pins
- 19 mars 2001 - 16 mars 2008 : maire de Roquefort-les-Pins
- 17 mars 2008 - 23 mars 2014 : maire de Roquefort-les-Pins
- 24 mars 2014 - 26 mai 2020 : maire de Roquefort-les-Pins

- 2 octobre 1988 – 27 mars 1994 : conseiller général du canton du Bar-sur-Loup
- 27 mars 1994 - 18 mars 2001 : conseiller général du canton du Bar-sur-Loup
- 19 mars 2001 - 9 mars 2008 : conseiller général du canton du Bar-sur-Loup
- 9 mars 2008 - 30 juillet 2011 : conseiller général du canton du Bar-sur-Loup
- 2007 - 30 juillet 2011 : vice-président du conseil général des Alpes-Maritimes chargé de l'aide aux communes
- 15 septembre 2017 - 1er juillet 2021 : vice-président du conseil départemental des Alpes-Maritimes chargé du numérique